# Monoxia guttulata
Monoxia guttulata är en skalbaggsart som först beskrevs av J. L. Leconte 1865.  Monoxia guttulata ingår i släktet Monoxia och familjen bladbaggar. Inga underarter finns listade i Catalogue of Life.